# SN鋼材
SN鋼材，是當代社會用以建築的結構鋼材規範之一，因為具有特殊的工法要求，提升了鋼鐵的「強度」、「韌性」、「銲接性」，而具有較佳的耐震效果，不同於較早期的SS系列及SM系列鋼材因為沒有規定最高降伏強度或拉力強度，使得建材產生強度可能過高、降伏比的問題，及合金元素規定不足的情形使得不易管制。因此新一代的SN系列材料的規範也就因應而生。SN鋼材目前主要運用在房屋結構、廠房、車站等其他建築物上，因為安全需求高所以在部分先進國家會進行使用SN鋼材的要求限制。

## 鋼結構工程的演進
鋼結構的歷史，應始於平爐煉鋼法發明前數十年，1779年英格蘭塞文河上建造世界首座鑄鐵橋梁。後又採用鐵製作桁架，其中承受拉力的桿件採用鍛鐵。1823 年，發明蒸汽機火車頭的喬治·史蒂芬森建造了第一座鑄鐵造之鐵路橋梁。十八世紀金屬結構漸使用於建築物上，1851年在英國倫敦博覽會上建造的水晶宮是以鐵作骨架，十九世紀50年代隨著平爐煉鋼法的問世，鋼結構得以迅速發展，例如1874年美國聖路易斯由J.B.Eads設計之伊茲橋是世界上第一座鋼桁橋，跨徑達152米，橫跨密西西比河。1889年英國福斯灣上之福斯橋採用懸臂式桁架橋梁，其懸臂桁架採用直程3.66 m之鋼管。但由於鋼結構理論之發展不夠完善，因此在二十世紀初建造的鋼結構橋梁偶有失敗，但採用鋼結構建造的建築結構卻少有失敗之例子。
十九世紀末，各種型鋼的生產進展快速，與各種不同寬度厚度的鋼板組合可製任何規格和強度的鋼結構組件。1885年生產的最重之型鋼每英尺還不到100磅，而到二十世紀60年代已超過每英尺700磅之巨型型鋼斷面（板厚在10公分以上）。第二次世界大戰後，摩天大樓由於鋼材之進步與鋼結構理論的發展而迅速蓬勃起來，二十世紀20年代又出現爭向高度發展的趨勢，1931年在紐約建造的102層，381米高的帝國大廈保持了40 年的最高紀錄，這座大樓在短短的一年零45天內達成，說明鋼結構設計和施工技術均有很大的進步。
第二次世界大戰後，廣泛採用銲接代替螺栓和鉚釘。戰後以來各種鋼材在不同載重下的應力狀況，包括極限強度的研究，有了長足的進展，因而能對鋼結構作更為精確和系統的分析，且可依不同的需要應用不同強度的鋼材，鋼結構已成為工業化國家土木或建築物的主要建材，如日本採用鋼結構或鋼骨鋼筋混凝土結構之建築物佔80％以上，而鋼橋的比例亦佔50％以上，SN鋼材也在追求新技術的時代裡孕育而生。

## SN鋼材料規範之演進
在鋼材的村料規範上，由於早期SS系列及SM系列鋼材未規定最高降伏強度或拉力強度之關係，以致產生強度可能過高與降伏比的問題，甚至產生合金元素規定不足的問題。因此新一代的SN鋼材料規範也就因應而生，最早由日本JIS標準於1994年6月頒佈了”建築結構用軋延鋼材”的編號G3136 SN（Steels for New Structure）新規範，其與編號G3101（一般構造用SS鋼材）及編號G3106（熔接構造用SM鋼材）的碳當量及化學成份比較後發現，SN鋼材規範較為嚴格，如SM系列鋼材之P及S含量為0.035％以下，但SN400B與SN490B之P須小於 0.030%，而S須小於0.015%， SN400C及SN490C之磷（P）與硫（S）更須分別小於 0.020％及0.008%，SN鋼材並規定降伏比須小於0.8，而降伏強度及拉力強度亦增加上限值的規定以控制強度變異，而為因應銲接設計日趨複雜及鋼板厚度方向韌性較差，容易產生銲接撕裂的現象，因此SN400C及 SN490C更增加厚度方向拉伸試驗的要求，規定厚度方向之斷面縮減率必須大於25% 。 SN鋼材更增加碳當量及冷裂敏感度之要求，尤其對於需要較佳銲接性及耐震性能者應採用SN之B或C系列鋼材，銲接施工複雜者更應採用SN之C系列鋼材。
1995年日本阪神大地震，造成許多鋼結構建築物損害，其中很多都是鋼材直接撕裂破壞，讓人很難相信，韌性的材料會造成如此嚴重的破壞。所以許多專家學者在阪神大地震後相繼研究破壞的原因，發現只有SN鋼材才能符合耐震材料的特性，所以在日本建築規範中明訂將SS及SM鋼材自建築結構用取消，相信將來重要結構之耐震設計會以SN材為主。

## 製程

### 一般軋延
1960年代以前，沒有微合金添加（Microalloying） 的理念，亦無控制軋延（Controlled Rolling）的技術，強度上完全依賴碳與合金元素，故碳當量Ceq非常高，如SM490之 Ceq高達約0.5%，不適於銲接作業。

### 正常化處理
1960年以後有了正常化處理（Normalizing），即鋼板加熱至約900°C，停留一段時間，再空冷下來，可藉此而細化晶粒提高強度，因此SM490之Ceq、由過去的0.5%降到約0.42％水準，鋼構才能由鉚接的時代過渡到銲接時代。

### 控制軋延
1970年代又發展了微合金添加（如Nb、V...…等）及控制軋延的技術，50kg/mm2等級鋼板之Ceq。因此可降低到 0.38％左右的水準，更提升鋼板銲接性。

### 熱機控制軋延
1980年代開發了鋼板線上加速冷卻系統（On-Line Accelerated Cooling System），生產50kg/mm2等級鋼板，其碳當量更可降低到0.33％左右的水率。該生產製程簡稱TMCP（ Thermo-mechanical controlled process）。

## 特性
SN系列鋼材在機械性質方面有下列特性。

### 降伏強度
降伏強度之上、下限的規定可以控制鋼材降伏強度的變異性。鋼材降伏強度的變異性過大時會導致如下的顧慮：（a）強柱弱梁的設計理念無法落實；（b）三維構架在非彈性階段可能產生額外的地震偏心力或扭矩；（c）容量設計的理念無法落實。 
SN系列鋼材厚度在12mm以上之B級鋼板及厚度在16mm以上之C級鋼板，其降伏強度即有上限及下限之規定。

### 降伏比
鋼材之降伏比為實測降伏強度與實測抗拉強度之比值。鋼材降伏比較低可使梁柱接頭的塑性鉸區範圍擴增，這樣除可減少應力集中現象外，亦可增加塑性轉角容量，提升梁柱接頭之延展性及消能容量。日本JIS的SN系列規定降伏比不得大於0.8；美國ASTM A992建築結構用鋼則規定降伏比不得大於0.85。另一個影響梁柱接頭延展性及消能容量的重要因素為梁柱接頭型式，美國對梁柱接頭型式有明確的規定（例如：切削式或補強式梁柱接頭），故鋼材降伏比採用比SN系列鋼材稍微寬鬆的規定（不得大於0.85）。

### 衝擊值
Charpy衝擊值越高表示產生相同斷裂面所需的能量越高，Charpy衝擊值越高就越不容易產生不穩定的裂縫成長（或稱脆性斷裂），因此對銲接瑕疵的容忍度也較高。Charpy衝擊值受測試時的溫度及加載速率（loading rate）的影響很大，測試時的溫度越低、加載速率越高Charpy衝擊值越小。一般應視結構體在使用情況下之最低溫度來規定Charpy衝擊試驗的溫度，但是Charpy衝擊試驗的加載速率遠高於結構體受力時之加載速率，因此Charpy衝擊試驗的溫度可以稍加提升，補償加載速率不同所造成的差異。以日本為例，日本的最低氣溫低於攝氏零度不少，但是日本規範卻規定鋼材Charpy衝擊試驗的測試溫度為攝氏零度。國內絕大部分的結構物使用的最低溫度約在攝氏10度，因此Charpy衝擊試驗的溫度可以比攝氏10度高，但是目前中國國家標準（CNS）直接引用日本的規定，並未針對台灣地區的實際情況調整，尚待修正。

### 化學成分改變
SN鋼材對化學成分的控制相當嚴謹，如降低碳、磷及硫等不利於鋼結構銲接含量，增加銲接性，尤其是高入熱量銲接，故較適用於使用潛弧銲等高入熱量銲接之組合型鋼。

## SN鋼材特性
SN鋼材目前主要是用在房屋結構、廠房、車站等其他建築物，大樓及大型建築物已經使用普遍，使用等級為SN490B或C等級，如興建中的雲林高鐵，採用SN490B、C系列鋼材。但低矮層使用之SN400系列鋼材，國內雖有鋼鐵廠生產，但只有少數消費者知曉，以前都是以 SS400、SM400或ASTM A36興建，在日本低矮層建築使用鋼結構比例不低，但在阪神地震中，前述鋼材已被證實不具耐震能力，且之後設計之低矮層建築物都已SN鋼材，目前國內生產鏈已供應，將來設計者應優先採用SN等級之鋼材。

## 耐震建築結構鋼材規範國家標準
台灣內政部營建署自1997年起即參考日本SN鋼材標準，建立我國耐震建築結構鋼材規範國家標準（標準編號CNS 13812 G3262）。並自2003年起逐漸研修，擬對建築物之重要鋼骨結構，逐步引導使用SN等級的鋼材。在2014年，CNS 13812增添了降伏強度250 N/mm2等級的SN400YB、SN 400YC及降伏強度325 N/mm2等級的SN490YB、SN 490YC鋼材選項，作為耐震鋼材的標準。

## 另見
| - 生铁 - 熟铁 - 铸铁 - 高碳钢 - 高速鋼 | - 全球鋼鐵工業趨勢 - 刀金屬 - 機製性 - 軋壓 | - 軋床 - 第二次工業革命 - 電鋼 | - 鋼磨砂 - 煉鋼廠 |

## 延伸閱讀
- 從建築結構設計的角度談鋼板規格的訂定，張敬昌、謝紹松、王正雄、莊憲正，中華民國鋼結構協會，2005.
- 鋼板TMCP製程與產品品質特性介紹，王錫欽，謝榮淵，工程，1994
- SN鋼材談鋼結構鋼材，陳茂松，鋼結構會刊第5期，1996.
- 【2014.09.24】台灣處地震帶 鋼材得挑耐震款（页面存档备份，存于）
- 東和鋼鐵 SN鋼材介紹（页面存档备份，存于）
- 道路橋の予防保全に向けた有識者會議（页面存档备份，存于）（日語）
- 2001年3月24日芸予地震被害調查報告（页面存档备份，存于）（日語）
- 大規模地震に対する長大吊橋主塔の耐震性能照査法に関する研究（页面存档备份，存于）（日語）
- 建築構造設計基準の資料（日語）